# Tres Platges
Les Tres Platges són tres petites platges contigües del municipi d'Alcalà de Xivert en la comarca del Baix Maestrat (País Valencià).

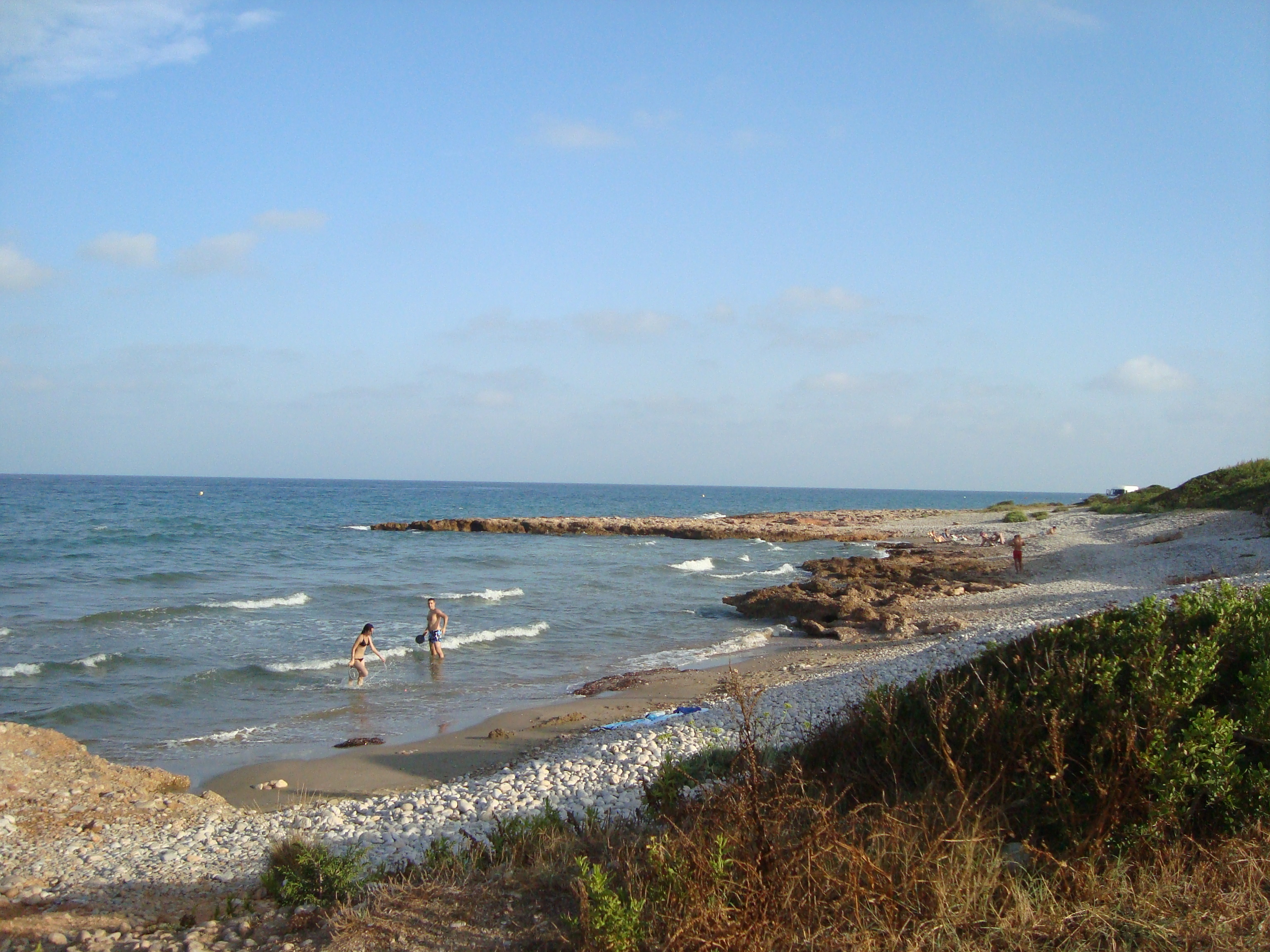
Tres Platges (Alcossebre)

Aquestes platges limiten al nord amb el roquer del Moro i al sud amb roques fins a la platja de Manyetes i tenen una longitud total de 150 m, amb una amplària de 15 m.
Són un conjunt de platges ben abrigades per estructures rocoses que les aïllen de l'entorn i afavoreixen la pràctica del nudisme.
Se situen en un entorn semiurbà a Alcossebre, amb un nivell d'ocupació baix.
Compten amb els certificats de qualitat ambiental ISO 9001 i ISO 14001.